# Léon Kengo
Léon Kengo Wa Dondo (nascido Leon Lubicz; 22 de maio de 1935) atuou como "primeiro comissário do Estado" (um título equivalente a primeiro-ministro) várias vezes sob Mobutu Sese Seko no Zaire. Foi uma das figuras mais poderosas do regime e foi um forte defensor da globalização econômica e da economia de livre mercado. Desde 2007, tem sido o presidente do Senado da República Democrática do Congo.